# Pánuco de Coronado (kommun)
Pánuco de Coronado är en kommun i Mexiko.   Den ligger i delstaten Durango, i den centrala delen av landet, 800 km nordväst om huvudstaden Mexico City.
Följande samhällen finns i Pánuco de Coronado:
- Pánuco de Coronado
- General Ignacio Zaragoza
- Adolfo López Mateos
- Doctor Francisco Castillo Nájera
- Hermenegildo Galeana
- Los Lobos
- Enrique Calderón Rodríguez